# Trafford Leigh-Mallory
El Mariscal en Cap de l'Aire Sir Trafford Leigh Leigh-Mallory KCB DSO amb Barra (11 de juliol de 1892 – 14 de novembre de 1944) va ser un comandant superior de la RAF durant la Segona Guerra Mundial, i és un dels màxims oficials britànics morts durant la guerra.

## Biografia
Trafford Leigh-Mallory va néixer a Mobberley, Cheshire, fill del rector del poble. Era el germà petit de George Leigh Mallory, el famós muntanyenc. Va assistir a Cambridge, on coincidí amb Arthur Tedder, el futur Mariscal de la Reial Força Aèria. Es llicencià en dret i treballava com a passant a Londres quan, el 1914, la guerra esclatà.

### Primera Guerra Mundial
Leigh-Mallory es presentà voluntari immediatament per allistar-se a l'Exèrcit Territorial com a soldat. Aviat va graduar-se com a oficial i va ser transferit als Fusellers de Lancashire com a oficial d'entrenament, mantenint-se a Anglaterra quan el seu batalló s'embarcà. A la primavera de 1915 anà al front amb el Regiment de Sud Lancashire, sent ferit durant un atac a la Segona Batalla d'Ieper. De retorn a Anglaterra, es casà amb Doris Sawyer, amb qui va tenir dos fills.
Després de recuperar-se de les seves ferides, s'uní al Royal Flying Corps el gener de 1916 i va ser acceptat per rebre l'entrenament de pilot. El juliol de 1916 va ser destinat al 7è Esquadró, on volà en missions de bombardeig, reconeixement i fotografies durant la batalla del Somme. Llavors va ser transferit al 5è Esquadró abans de retornar a Anglaterra per promocionar a Cap d'Esquadró.
El primer comandament de combat de Leigh-Mallory va ser el 8è Esquadró. Va ser nomenat al novembre de 1917. Durant el període posterior a la Batalla de Cambrai, el 8è Esquadró va participar en la cooperació amb l'Exèrcit, dirigint tancs i artilleria. Leigh-Mallory es distingí per la seva energia i eficiència, tot i que els seus homes el trobaven remot i pompós.
Després de l'Armistici, va ser mencionat als Despatxos i va rebre l'Orde del Servei Distingit.
El 1932, mentre que estava destinat al Ministeri de l'Aire, va formar part de la delegació britànica a la Conferència de Gènova pel Desarmament, sota els auspicis de la Societat de Nacions, on va fer molts contactes. Després del col·lapse de la conferència, retornà al Ministeri de l'Aire i assistí al Col·legi Imperial de Defensa, l'acadèmia superior d'estat major. Per Nadal de 1935 va ser enviat a Iraq i va estar present durant el cop d'estat de 1936, durant el qual va ser responsable de la seguretat de la base. Al desembre de 1937, Leigh-Mallory, ara Capità de Grup, retornà a Anglaterra per ser nomenat comandant del 12è Grup de la Comandància de Caces.

## La Batalla d'Anglaterra
Tot i la seva manca d'experiència en caces, Leigh-Mallory va prendre el comandament del 12è Grup i demostrà ser un organitzador i un líder enèrgic. L'1 de novembre de 1938 havia estat promogut a Vicemariscal de l'Aire, un dels AVM més joves que servien a la RAF. Es trobava molt a gust amb el seu estat major, però les relacions amb els seus comandants d'aeroports era tibant. D'ell es va dir que mai no buscava la popularitat però sempre escombrava cap al seu estat major. Era ambiciós amb bogeria, però mai no s'encegà per l'ambició.

### El 12è Grup i laGran Ala
Durant la batalla d'Anglaterra, Leigh-Mallory es discutí amb el Vicemariscal de l'Aire Keith Park, el comandant de l'11è Grup. Park, responsable de la defensa del sud-est d'Anglaterra i de Londres, es queixava de què el 12è Grup no feia prou per protegir els aeròdroms del sud-est. Leigh-Mallory, pel seu costat, havia ideat amb el Cap d'Esquadró Douglas Bader una formació de caces en massa, anomenada la Gran Ala, la qual s'empraria per caçar les formacions de bombarders alemanys. Leigh Mallory era crític amb les tàctiques de Park i de Sir Hugh Dowding, cap del Comandament de Caces, creient que no feien prou per permetre a les formacions de la Gran Ala perquè operessin amb èxit. Durant la Batalla d'Anglaterra, la seva manca de suport a l'11è Grup de Park contribuí materialment als danys que la Luftwaffe era capaç de causar als aeròdroms de l'11è Grup.
Després de la Batalla d'Anglaterra, el Mariscal en Cap de l'Aire Charles Portal, el nou cap de l'Estat Major de l'Aire, retirà dels seus càrrecs (d'acord amb Leigh-Mallory) tant a Park com a Dowding. Leigh-Mallory va substituir a Park com a comandant de l'11è Grup. Com a beneficiari directe en el canvi de comandants, Leigh-Mallory va ser acusar de formar part d'un complot per retirar a Dowding.

## Comandament de Caces i el Dia-D
Un dels motius pel nomenament de Leigh-Mallory perquè passés a comandar l'11è Grup era que havia estat vist com un cap de talant ofensiu. Un cop nomenat, aviat introduí les seves grans ales a França (operacions conegudes com a rodeos. Quan també eren acompanyats per bombarders per provocar a l'enemic, eren anomenats circs). No obstant això, Leigh-Mallory rebé moltes crítiques per l'alt nombre de baixes que aquests atacs sobre territori enemic causaven a la RAF, amb uns 500 pilots perduts només el 1941, i amb una taxa de 4 avions perduts per un avió alemany destruït. Mantenint 75 esquadrons de caces al país, molts per realitzar operacions ofensives des de Gran Bretanya durant 1941, també va ser qüestionable mentre que Malta i Singapur eren defensats per uns avions obsolets.
El 1942 Leigh-Mallory va ser nomenat comandant per l'assalt de Dieppe, que va tenir lloc a l'agost, en el qual la Comandància de Caces operà amb 50 esquadrons i en tenia 6 més de suport. Les pèrudes van ser dures, en part donada la superioritat del nou caça alemany, el Fw 190 sobre el Spitfire Mark V de la RAF.
El novembre de 1942, Leigh Mallory reemplaçà a Sholto Douglas com a Cap del Comandament de Caces i va ser promogut a Mariscal de l'Aire. El gener de 1943 va ser nomenat Cavaller Comandant de l'Orde del Bany i començà un tour per tots els quarters generals a l'Àfrica per formar un comandament unificat de les forces aèries aliades per a la futura invasió d'Europa. Va haver una considerable resistència, amb cap dels experimentats comandants de l'aire interessats (incloent a Arthur Tedder, Arthur Harris o Carl Spaatz) semblant gaire disposats a cedir autoritat o autonomia. Això es devia al fet que, si bé era necessari un comandament unificat de l'aire, Leig Mallory era el principal candidat pel treball. L'agost de 1943, Leigh-Mallory va ser nomenat Comandant en Cap de les Forces Aèries Expedicionàries Aliades per a la Invasió de Normandia, des d'on dissenyaria el pla aeri per a l'Operació Overlord (si bé Tedder va tenir èxit en la lluita per mantenir part de l'autoritat).

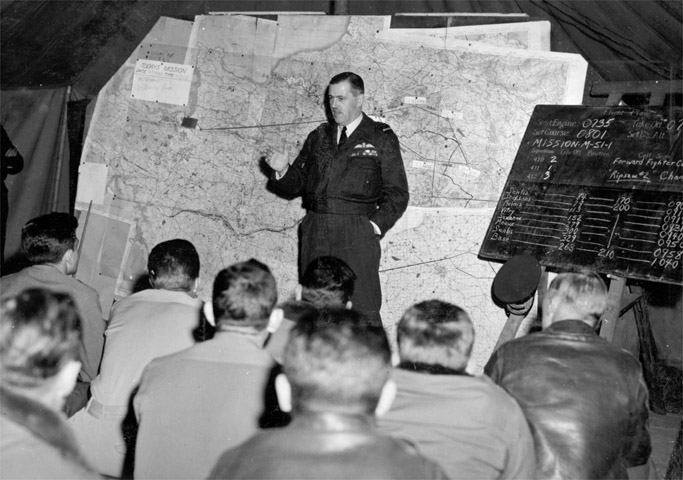
Leigh-Mallory amb un esquadró a França al setembre de 1944

A partir d'aquell moment, Leigh-Mallory tenia la vital tasca de coordinar diverses armes aèries durant la batalla de Normandia. Els seus diaris mostren que la seva primera preocupació era restringir i desbaratar els moviments de les unitats alemanyes. Donat que moltes d'aquestes missions de bombardeig serien contra nusos de comunicació, com ciutats i pobles, Leigh-Mallory imposà la política de causar els menors danys possibles als civils francesos. Resistí, insistint que els sacrificis eren desafortunats però necessaris si el pla aeri havia de tenir algun efecte. També hagué d'afrontar el disgust de part de part dels aviadors de veure's subordinats a les forces de terra.
Al vespre de la invasió, i malgrat el mal temps, el pla aeri de Leigh-Mallory va tenir èxit en el retard de la mobilització de l'exèrcit alemany, i la seva experiència de cooperació amb l'exèrcit abonà els seus dividents. El General Montgomery estava molt satisfet del suport aeri i afirmà a l'Oficina de Guerra: Definitivament hem de mantenir a Leigh-Mallory com a Comandant en Cap de l'Aire. És l'únic aviador que està per guanyar la batalla de terra sense tenir gelosies.
Després de la invasió, Leigh-Mallory hagué de batallar contra l'amenaça de la Bomba volant V-1, desplegant unitats de bombarders per atacar les zones de llançament a la missió anomenada "Operació Ballesta", a l'hora que organitzava esquadrons de caça per defensar les illes britàniques.

## Mort i llegat
L'agost de 1944, amb la Batalla de Normandia pràcticament finalitzada, Leigh-Mallory va ser nomenat Comandant en Cap de l'Aire del Comandament de l'Extrem Orient (SEAC), però abans de prendre possessió del seu càrrec va morir mentre viatjava cap a Birmània quan l'avió en què viatjava s'estavellà als Alps. Tots els que hi anaven a bord van morir. La investigació posterior dictaminà que l'accident era conseqüència de les males condicions meteorològiques, i que es podria haver evitat si Leigh-Mallory no hagués insistit a procedir el viatge en tan males condicions.
Ironies del destí, el substitut de Leigh-Mallory al SEAC va ser el seu rival a la batalla d'Anglaterra, el Mariscal de l'Aire Sir Keith Park.

## Condecoracions
- Cavaller Comandant de l'Orde del Bany (1-1-1943)
- Orde del Servei Distingit amb 1 Barra (1-1-1919)
- Estrella de 1914
- Medalla Britànica de la Guerra 1914-20
- Medalla de la Victòria 1914-1918
- Medalla del Servei General a l'Exèrcit i la RAF
- Estrella de 1939-45 (amb barra "Batalla d'Anglaterra")
- Estrella de les Tripulacions Aèries d'Europa
- Medalla de la Guerra 1939-1945
- Medalla del Jubileu de Plata del Rei Jordi V 1935
- Medalla de la Coronació del Rei Jordi VI 1937
- 3 Mencions als Despatxos (31-12-1918, 11-7-1940, 1-1-1943)
- Creu de Comandant de l'orde Polònia Restituta (29-5-1942)
- Orde de Kutuzov de 1a Classe (URSS) (30-1-1945)
- Cap Comandant de la Legió del Mèrit (Estats Units) (30-1-1945)
- 2n Premi "Gordon Shepherd" 1930, 1934

## Historial de rangs
- Tinent de 2a -1914
- Tinent -1915
- Capità – 1916 (temporal)
- Major, RAF-1919 (rang rebatejat Cap d'Esquadró l'1 d'agost de 1919)
- Cap d'Esquadró, RAF-1919
- Comandant d'Ala-1925
- Capità de Grup-1932
- Comodor de l'Aire-1936
- Vicemariscal de l'Aire-1938
- Mariscal de l'Aire (en funcions: 13 de juliol de 1942; temporal: 1 de desembre de 1942; fix 1 de gener de 1944)
- Mariscal en Cap de l'Aire (Temp: -15 de desembre de 1943)